# Saint-Gaultier
Saint-Gaultier é uma comuna francesa na região administrativa do Centro, no departamento Indre. Estende-se por uma área de 9,19 km². Em 2010 a comuna tinha 1 835 habitantes (densidade: 199,7 hab./km²).